# Hecatera kaschmirensis
Hecatera kaschmirensis är en fjärilsart som beskrevs av Embrik Strand 1917. Hecatera kaschmirensis ingår i släktet Hecatera och familjen nattflyn. Inga underarter finns listade i Catalogue of Life.